# Gemeinde Podujeva
Die Gemeinde Podujeva (albanisch Komuna e Podujevës oder auch Komuna e Besianës, serbisch Општина Подујево Opština Podujevo) ist eine Gemeinde im Kosovo. Sie liegt im Bezirk Pristina. Verwaltungssitz ist die Stadt Podujeva.

## Geografie
Die Gemeinde Podujeva befindet sich im Nordosten Kosovos. Im Westen grenzt sie an die Gemeinden Mitrovica, Leposavić, Obiliq und Vushtrria, im Süden an die Gemeinde Pristina sowie im Norden und Osten an Serbien (Medveđa und Kuršumlija). Insgesamt befinden sich 76 Dörfer in der Gemeinde, ihre Fläche beträgt 663 km². Zusammen mit den Gemeinden Pristina, Drenas, Fushë Kosova, Lipjan, Obiliq, Gračanica und Novo Brdo bildet die Gemeinde den Bezirk Pristina.

## Bevölkerung
Die aktuellste amtliche Schätzung von 2021 beziffert die Einwohnerzahl der Gemeinde auf 82.022.
Die Volkszählung aus dem Jahr 2011 ergab für die Gemeinde Podujeva eine Einwohnerzahl von 88.499, hiervon waren 87.523 (98,90 %) Albaner, 680 Aschkali, 74 Roma, 33 Bosniaken, zwölf Serben, fünf Türken und zwei Balkan-Ägypter.
88.256 deklarierten sich als Muslime, 14 als Katholiken, zwölf als Orthodoxe, 75 gaben keine Antwort und eine Person hatte keine Religion.
| Zensus    | 1948   | 1953   | 1961   | 1971   | 1981   | 1991   | 2011   | 2021   |
| --------- | ------ | ------ | ------ | ------ | ------ | ------ | ------ | ------ |
| Einwohner | 41.834 | 46.317 | 51.516 | 60.349 | 75.437 | 92.946 | 88.499 | 82.022 |

| Ethnie    | Albaner | Serben | Türken | Bosniaken | Roma | Aschkali | Balkan-Ägypter | Andere | Unbekannt | Antwort verweigert |
| --------- | ------- | ------ | ------ | --------- | ---- | -------- | -------------- | ------ | --------- | ------------------ |
| Einwohner | 87.523  | 12     | 5      | 33        | 74   | 680      | 2              | 43     | 120       | 7                  |

| Religion  | Muslime | Orthodoxe | Katholiken | Konfessionslos | Andere | Unbekannt | Antwort verweigert |
| --------- | ------- | --------- | ---------- | -------------- | ------ | --------- | ------------------ |
| Einwohner | 88.256  | 12        | 14         | 1              | 2      | 139       | 75                 |

## Orte
| Albanisch             | Serbisch         | Einwohnerzahl (Volkszählung 2011) |
| --------------------- | ---------------- | --------------------------------- |
| Bajçina               | Bajčina          | 2358                              |
| Balloc                | Balovac          | 2131                              |
| Baraina               | Baraina          | 98                                |
| Batllava              | Batlava          | 2334                              |
| Bellasica             | Belasica         | -                                 |
| Bellopoja             | Belo Polje       | 1412                              |
| Bërvenik              | Brevnik          | 72                                |
| Bllata                | Blato            | 9                                 |
| Bradash               | Bradaš           | 2567                              |
| Braina                | Braina           | 268                               |
| Breca                 | Brece            | 119                               |
| Burica                | Burince          | 246                               |
| Dobërdol              | Dobri Do         | 1106                              |
| Dobratin              | Dobrotin         | 1576                              |
| Dumnica e Epërme      | Gornja Dubnica   | 497                               |
| Dumnica e Poshtme     | Donja Dubnica    | 2975                              |
| Dumosh                | Dumoš            | 1207                              |
| Dvorishta             | Dvorište         | 143                               |
| Dyz                   | Duz              | 573                               |
| Gërdoc                | Grdovac          | 1263                              |
| Gllamnik              | Glavnik          | 3794                              |
| Godishnjak            | Godišnjak        | 353                               |
| Halabak               | Alabak           | 623                               |
| Hërtica               | Hrtica           | 741                               |
| Kaçybeg               | Kačibeg          | 494                               |
| Kalatica              | Kaljatica        | 89                                |
| Kërpimeh              | Krpimej          | 755                               |
| Kushevica             | Kruševica        | 204                               |
| Kunushec              | Konjuševac       | 873                               |
| Letanca               | Letance          | 2080                              |
| Livadica              | Livadica         | 296                               |
| Lladoc                | Ladovac          | 821                               |
| Llapashtica e Epërme  | Gornja Lapaštica | 2363                              |
| Llapashtica e Poshtme | Donja Lapaštica  | 2701                              |
| Llausha               | Lauša            | 980                               |
| Lluga                 | Lug              | 1404                              |
| Lluzhan               | Lužane           | 757                               |
| Lupç i Epërm          | Gornje Ljupče    | 275                               |
| Lupç i Poshtëm        | Donje Ljupče     | 2113                              |
| Majaca                | Majance          | 1622                              |
| Merdar                | Merdare          | 188                               |
| Metehia               | Metohija         | 1251                              |
| Metergoc              | Medregovac       | 79                                |
| Miroc                 | Mirovac          | 132                               |
| Muhazob               | Mazap            | 0                                 |
| Murgulla              | Murgula          | 135                               |
| Obrança               | Obrandža         | 3092                              |
| Orllan                | Orlane           | 844                               |
| Pakashtica e Epërme   | Gornja Pakaštica | 732                               |
| Pakashtica e Poshtme  | Donja Pakaštica  | 292                               |
| Penuha                | Penduha          | 539                               |
| Peran                 | Perane           | 1241                              |
| Përpellaca            | Prepolac         | 0                                 |
| Podujeva              | Podujevo         | 23453                             |
| Pollata               | Palatna          | 239                               |
| Popova                | Popovo           | 181                               |
| Potok                 | Potok            | 61                                |
| Radujeva              | Radujevac        | -                                 |
| Rakinica              | Rakinica         | 14                                |
| Reçica                | Rečica           | 0                                 |
| Repa                  | Repa             | 484                               |
| Revuq                 | Revuće           | 924                               |
| Sallabaja             | Kisela Banja     | 506                               |
| Sfeçla                | Svetlje          | 1739                              |
| Shajkoc               | Šajkovac         | 1504                              |
| Shakovica             | Šakovica         | 619                               |
| Shtedim               | Štedim           | 1148                              |
| Siboc i Epërm         | Gornji Sibovac   | 961                               |
| Siboc i Poshtëm       | Donji Sibovac    | 454                               |
| Sllatina              | Slatina          | 130                               |
| Surdull               | Surdula          | 27                                |
| Surkish               | Surkiš           | 1091                              |
| Sylevica              | Siljevica        | 63                                |
| Tërrnava              | Trnava           | 853                               |
| Tërrnavica            | Trnavica         | 27                                |
| Turuçica              | Turučica         | 109                               |
| Velikareka            | Velika Reka      | 544                               |
| Zakut                 | Zakut            | 453                               |
| Zhitia                | Žitinje          | 98                                |